# The Carrier Bag Theory of Fiction
The Carrier Bag Theory of Fiction (übersetzt als Die Tragetaschentheorie des Erzählens bzw. Die Tragetaschentheorie der Fiktion) ist ein Essay der US-amerikanischen Schriftstellerin Ursula K. Le Guin von 1986. Der Text erschien erstmals 1988 in der Textsammlung Women of Vision. Essays by women writing science fiction, herausgegeben von Denise Du Pont. 2020 wurde der Text erstmals ins Deutsche übersetzt.

## Hintergrund
Mit ihrem Essay bezieht sich Le Guin auf das Buch Women’s Creation: Sexual Evolution and the Shaping of Society (1975) der feministischen Autorin Elizabeth Fisher. Sie zitiert aus dem siebten Kapitel The Carrier Bag Theory of Evolution: “The first cultural device was probably a recipient. … Many theorizers feel that the earliest cultural inventions must have been a container to hold gathered products and some kind of sling or net carrier.” („Das erste Werkzeug war wahrscheinlich ein Behältnis … Vielen Theorien zufolge handelte es sich bei den ältesten kulturellen Erfindungen um Behältnisse zum Transport von Gesammeltem und um eine Art Tragetuch oder Tragenetz.“) Fisher bezieht sich hier u. a. auf den Paläoanthropologen John Desmond Clark, die Anthropologin Sally Slocum und die Verhaltensforscherin Jane Goodall. In einem Interview von 1998 erklärte Le Guin, dass sie sich in diesem Punkt auf die österreichisch-US-amerikanische Historikerin Gerda Lerner beruft. In The Creation of Patriarchy stellt Lerner der männlichen Jäger-Kultur die essentiellen, weiblichen Innovationen im Bereich des Gartenbaus, des Töpferns und Korbflechtens gegenüber.
Darüber hinaus bezieht sich Le Guin auf Notizen Virginia Woolfs zu ihrem Essay Three Guineas (Drei Guineen). Woolf spricht in diesem pazifistischen Text u. a. über die Notwendigkeit, alte Wörter zu verbrennen und neue zu erfinden, um den Krieg der Männergesellschaft zu verhindern. In ihren Notizen findet sich ein Glossar hierzu, den Le Guin aufgreift: “Heroism = Botulism (dt. Botulismus, Fleischvergiftung), a Hero = Bottle.” Le Guin entwickelt aus dieser Übersetzung vom Held als Flasche (bottle) ihre Betrachtungen zur Flasche (als allgemeine Bezeichnung für ein Behältnis) als Helden.
Weitere Bezüge sind der Film 2001: Odyssee im Weltraum von Stanley Kubrick (implizit), ein Zitat der feministischen Schriftstellerin Lillian Smith aus ihrem Text Autobiography as a Dialogue between King and Corpse und eine nicht näher benannte Anleitung für kreatives Schreiben.
Le Guin stellt ihren Roman Always Coming Home von 1985 in den Kontext der Tragetaschentheorie. Der Text ist aufgebaut wie eine ethnografische Sammlung. Im Interview erklärt Le Guin: "Certo, si potrebbe dire che Always Coming Home è una sorta di borsa della spesa. Lo si può leggere nell’ordine che si vuole. La lettrice o il lettore può affondare la mano nel testo, tirare fuori qualcosa e mangiarla." ("Natürlich könnte man sagen, dass Always Coming Home eine Art Einkaufstasche ist. Sie können das Buch in beliebiger Reihenfolge lesen. Der Leser kann in den Text hineingreifen, etwas herausziehen und es essen.") In der Author's Expanded Edition des Romans, die kurz vor Le Guins Tod fertiggestellt wurde, ist im Anhang der Essay abgedruckt.

## Inhalt
Le Guin beginnt ihren Essay mit Betrachtungen zur Frühzeit der Menschen vor dem Umbruch der neolithischen Revolution. Die Hauptnahrungsquellen der Menschen in gemäßigten und tropischen Regionen seien zu dieser Zeit (von der Alt- bis in die Jungsteinzeit hinein) überwiegend pflanzlicher Natur, ergänzt mit Kleintierbeute gewesen. Fleisch erjagter Großtiere (Mammuts) sei für die Grundversorgung nicht entscheidend gewesen.
Prähistorische Menschen hätten im Schnitt nicht mehr als fünfzehn Stunden Subsistenzarbeit in der Woche geleistet. (Hier greift Le Guin auf eine These zurück, die Marshall Sahlin 1968 in seinem Aufsatz The Original Affluent Society erstmals aufstellte.) Dies habe dazu geführt, dass jene „Rastlosen“ (“restless”), die keine Kleinkinder zu versorgen hätten, nichts hätten herstellen, kochen, singen oder philosophieren könnten, auf die Jagd gingen. Und obwohl das Fleisch für die Versorgung nicht entscheidend gewesen sei, wären es die Geschichten, die die Jäger nach der Rückkehr erzählt hätten.
Le Guin charakterisiert diese Art der Geschichten als „Killergeschichten“ (“killer stories”), deren Erzählform der zielgerichteten Bewegung eines Pfeils oder Speers entspricht, deren zentrales Anliegen der Konflikt ist und die nicht ohne Held auskommt. Sie zieht eine Linie der „Mammutgeschichte“, über Kain und Abel, bis zum Atombombenabwurf auf Nagasaki, Napalm-Angriffen in Vietnam, das Weltraumprogramm Ronald Reagans und weiteren Fortschrittsnarrativen.
Sie entwirft als Gegenentwurf die „Tragetaschentheorie des Erzählens“ als das Erzählen von „Lebensgeschichten“ (“life stories”) im Gegensatz zu „Killergeschichten“: Geschichten im Sinne dieser Tragetaschen seien unheroisch und versammelten heterogene Elemente „in einem wirkmächtigen Verhältnis zueinander und zu uns stehend“ (“in a particular, powerful relation to one another and to us”) miteinander. Le Guin bezeichnet den Roman im Kern als unheroische Form des Erzählens (neben Schöpfungs- und Wandlungsmythen, Narrengeschichten, Volkserzählungen und Witzen), im Gegensatz zum Mythos von Triumph oder Tragödie.
Abschließend geht Le Guin auf das Genre der Science-Fiction-Literatur ein. Sie stellt der „techno-heroischen“ (“techno-heroic”) Definition des Genres, den Modus der Science Fiction als kulturelle Tragetasche gegenüber, den sie als Realismus (“strange realism, but it is a strange reality”) bezeichnet. Sie definiert Science Fiction wie folgt:

“Science fiction properly conceived, like all serious fiction […] is a way of trying to describe what is in fact going on, what people actually do and feel, how people relate to everything else in this vast stack, this belly of the universe, this womb of things to be and tomb of things that were, this unending story.”

„Richtig verstanden ist Science Fiction, so wie jede ernstzunehmende erzählende Literatur […] ein Versuch, das zu beschreiben, was passiert, was Leute tun und fühlen, wie Menschen sich zu allem anderen in diesem riesigen Sack Befindlichen in Beziehung setzen, zu diesem Mutterleib des Universums, zu dieser Gebärmutter der Dinge, die einst kommen, und dieser Grabstätte der Dinge, die einst waren, jener unendlichen Geschichte.“

## Rezeption
Insbesondere in den letzten Jahren wurde Le Guins Tragetaschentheorie vermehrt rezipiert. Die Wissenschaftstheoretikerin Donna J. Haraway geht in ihrem Buch Unruhig bleiben auf den Text ein und schrieb das Vorwort zur 2019 erschienen Buchausgabe des Essays. Der Soziologe Ulrich Bröckling stellt den Essay an das Ende seines Buches Postheorische Helden. Er schreibt: „In den gerade einmal sechs Seiten ihres Essays steckt eine fundamentale Kritik des Heroischen, die dessen narrative Verfasstheit ernst nimmt und die Fallstricke antiheroischer Gegenidentifikation meidet.“ 2021 gaben Sarah Shin und Mathias Zeiske das Buch Carrier Bag Fiction heraus, in dem Beiträge u. a. von Enis Maci und Dorothee Elmiger enthalten sind. Weiterhin beziehen sich u. a. Anna Lowenhaupt Tsing (in Der Pilz am Ende der Welt), Samira El Ouassil und Friedemann Karig (in Erzählende Affen: Mythen, Lügen, Utopien), Kim de l’Horizon (in Blutbuch), Andreas Gehrlach (in Das verschachtelte Ich), Bas Devos (als Inspiration für seinen Film Here) und Sarah Diehl (in Die Freiheit, allein zu sein: Eine Ermutigung) auf Le Guins Essay.
An der 59. Biennale in Venedig 2022 war ein Raum der Zentralen Ausstellung, eine sogenannte Zeitkapsel mit Kunstwerken u. a. von Ruth Asawa, Sophie Taeuber–Arp und Maria Bartuszová, von Le Guins Essay inspiriert. Die 7. Ausgabe des auf Initiative der Schriftstellerin Olga Tokarczuk gegründeten Festivals Góry Literatury 2022 hatte die Tragetaschentheorie als zentrales Thema. Auch bei der 14. europäischen Kunstbiennale Manifesta in Pristina wurde sie thematisch aufgegriffen. Der Pavillon der Türkei bei der 18. Architekturbiennale Venedig vom 20. Mai bis 26. November 2023 trug den von Le Guin inspirierten Titel Ghost Stories: Carrier Bag Theory of Architecture.

## Deutsche Übersetzungen
- Die Tragetaschentheorie des Erzählens. In: Am Anfang war der Beutel. Warum uns Fortschritts-Utopien an den Rand des Abgrunds führten und wie Denken in Rundungen die Grundlage für gutes Leben schafft, übersetzt und herausgegeben von Matthias Fersterer, thinkOya, Klein Jasedow 2020, S. 12–21, ISBN 978-3-947296-08-8. (Diese Übersetzung ist auch enthalten in: Ursula K. Le Guin: Immer nach Hause. Aus dem Englischen übersetzt von Matthias Fersterer, Karen Nölle und Helmut W. Pesch, Carcosa Verlag 2023, S. 781–788, ISBN 978-3-910914-00-1.)
- Die Tragetaschentheorie der Fiktion. Übersetzt von Naomie Gramlich. In: Feministisches Spekulieren. Genealogien, Narrationen, Zeitlichkeiten, hg. v. Marie-Luise Angerer/Naomie Gramlich, Kadmos Kulturverlag 2020, S. 33–43, ISBN 978-3-86599-446-2.
- Die Tragetaschentheorie der Fiktion. Übersetzt von Philipp Albers. In: Carrier Bag Fiction, hg. v. Sarah Shin/Mathias Zeiske, Spector Books 2021. S. 36–45, ISBN 978-3-95905-462-1.